# Asteroids (jeu vidéo, 1998)
Asteroids est un jeu vidéo de type shoot 'em up développé par Syrox Developments et édité par Activision, sorti en 1998 sur Windows, Mac, PlayStation et Game Boy Color.

## Accueil
- GameSpot : 7/10 (PS)[1]
- IGN : 8/10 (GBC)[2]